# Waśkowo (obwód kemerowski)
Waśkowo (ros. Васьково) – wieś (sieło) w Rosji, w obwodzie kemerowskim, w rejonie promyszlennowskim. W 2010 liczyła 1152 mieszkańców.